# Dub of Thrones
Dub of Thrones è il decimo album di Alborosie da solista, con la partecipazione di King Jammy, pubblicato il 14º Aprile 2015.
Il nome e la copertina dell'album si ispirano alla nota serie televisiva statunitense Il Trono di Spade (serie televisiva)

## Tracce
1. Daddy U Roy Intro feat. U-Roy
2. A Dub Of Ice And Fire
3. Dub The Seven Kingdoms
4. Iron Throne Dub
5. Rise Up Dub
6. A Winter Of Dub
7. Great Wall Of Dub
8. Lords Of Dub
9. King Of The Dub Clash
10. Who Claims The Throne?
11. Dragon Fire Dub
12. Dub Feast
13. Dub Cinderella feat. Errol Dunkley